# Acqua reticolare
L'acqua reticolare è l'acqua contenuta nel reticolo cristallino di alcuni minerali come in quelli argillosi. Tale acqua può essere eliminata solo facendo ricorso a riscaldamento o a processi chimici.